# 神戸酒心館
株式会社神戸酒心館（こうべしゅしんかん）は神戸市東灘区にある酒造会社。清酒「福寿」の蔵元。『福寿』の名は『福禄寿』に由来し、呑んだ相手に財運をもたらされるように願いを込めたブランドである。

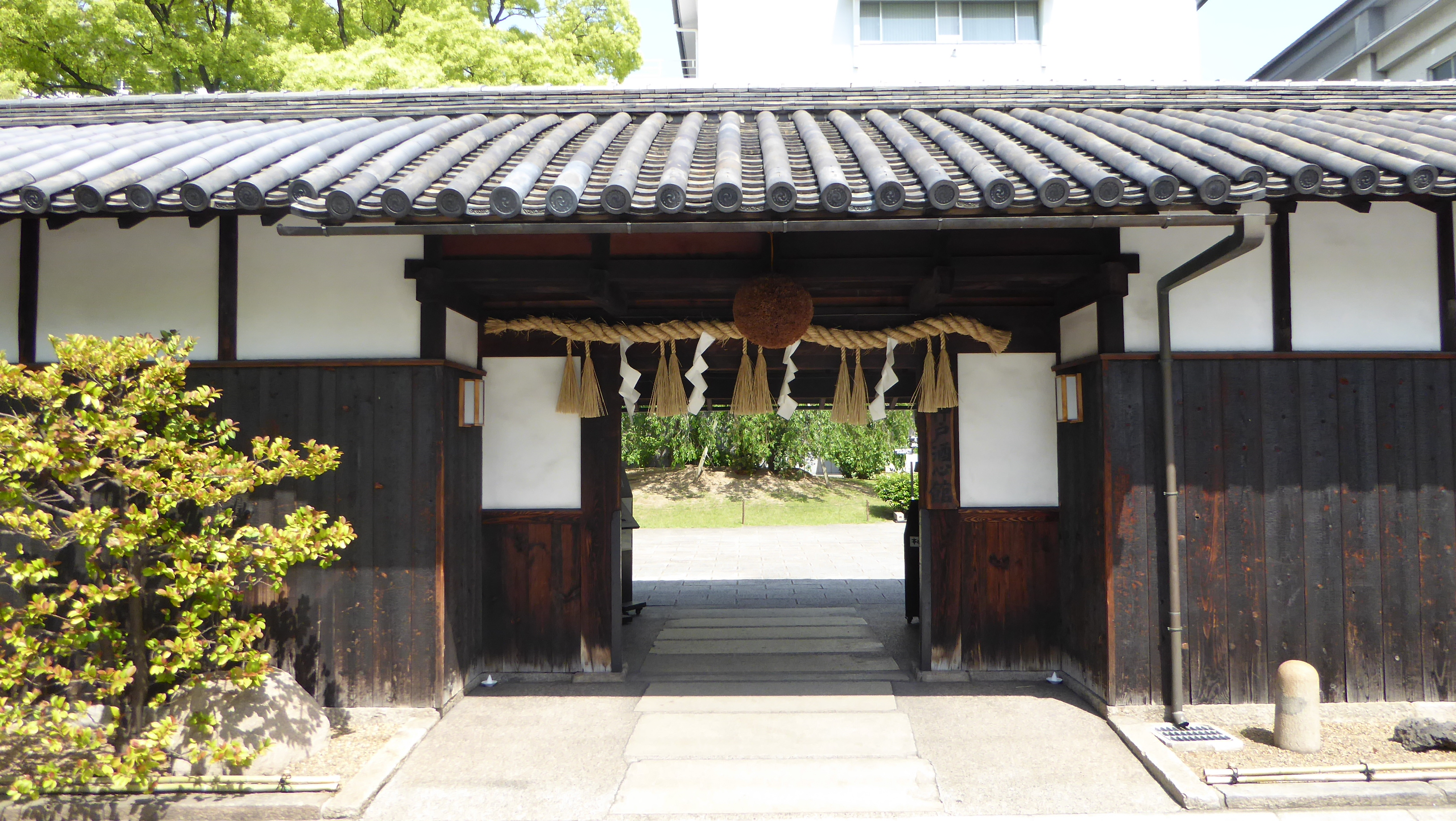
酒心館正面玄関

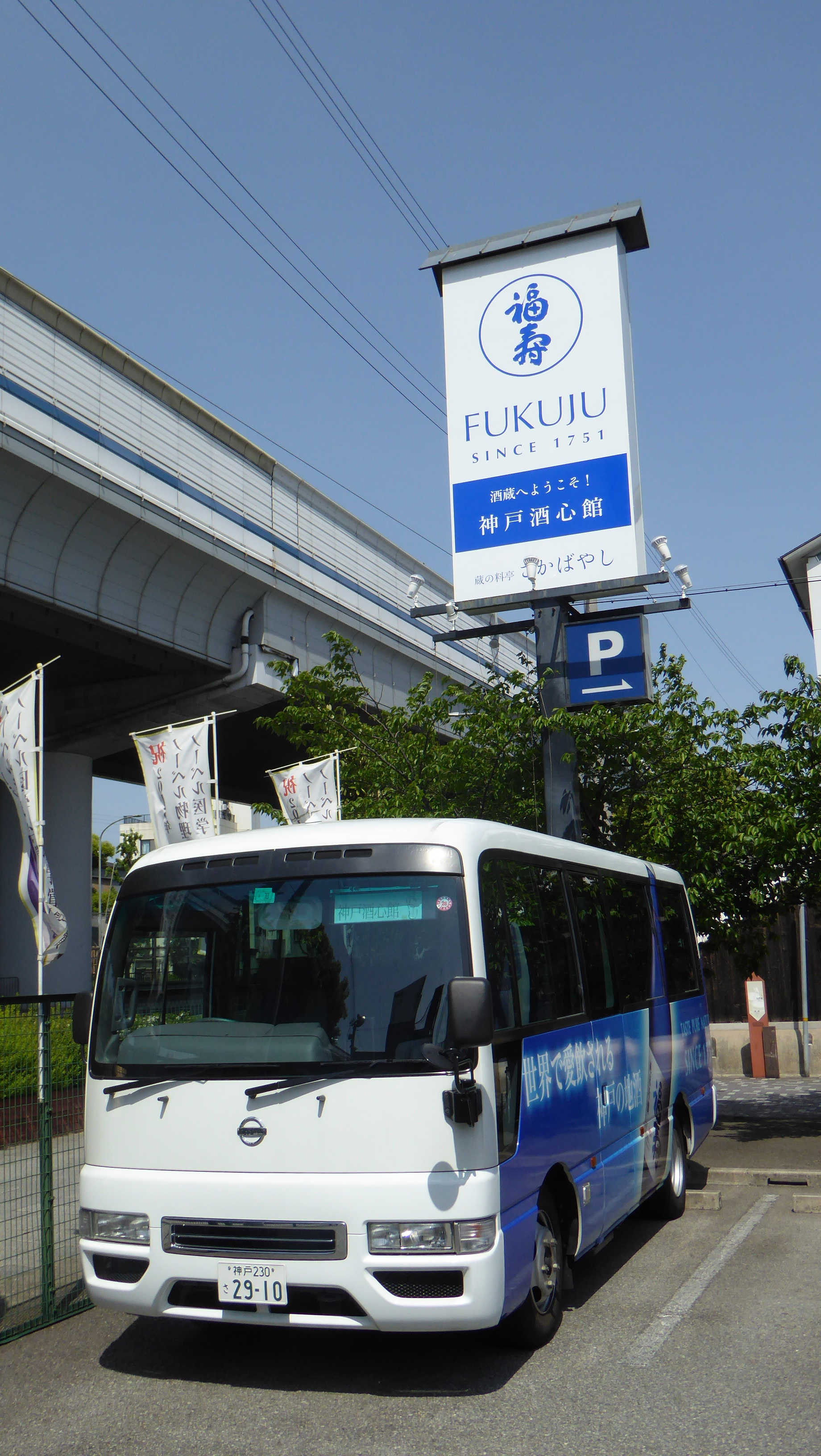
酒心館看板

また、泉酒造や大黒正宗が近傍に所在する。

## 概要

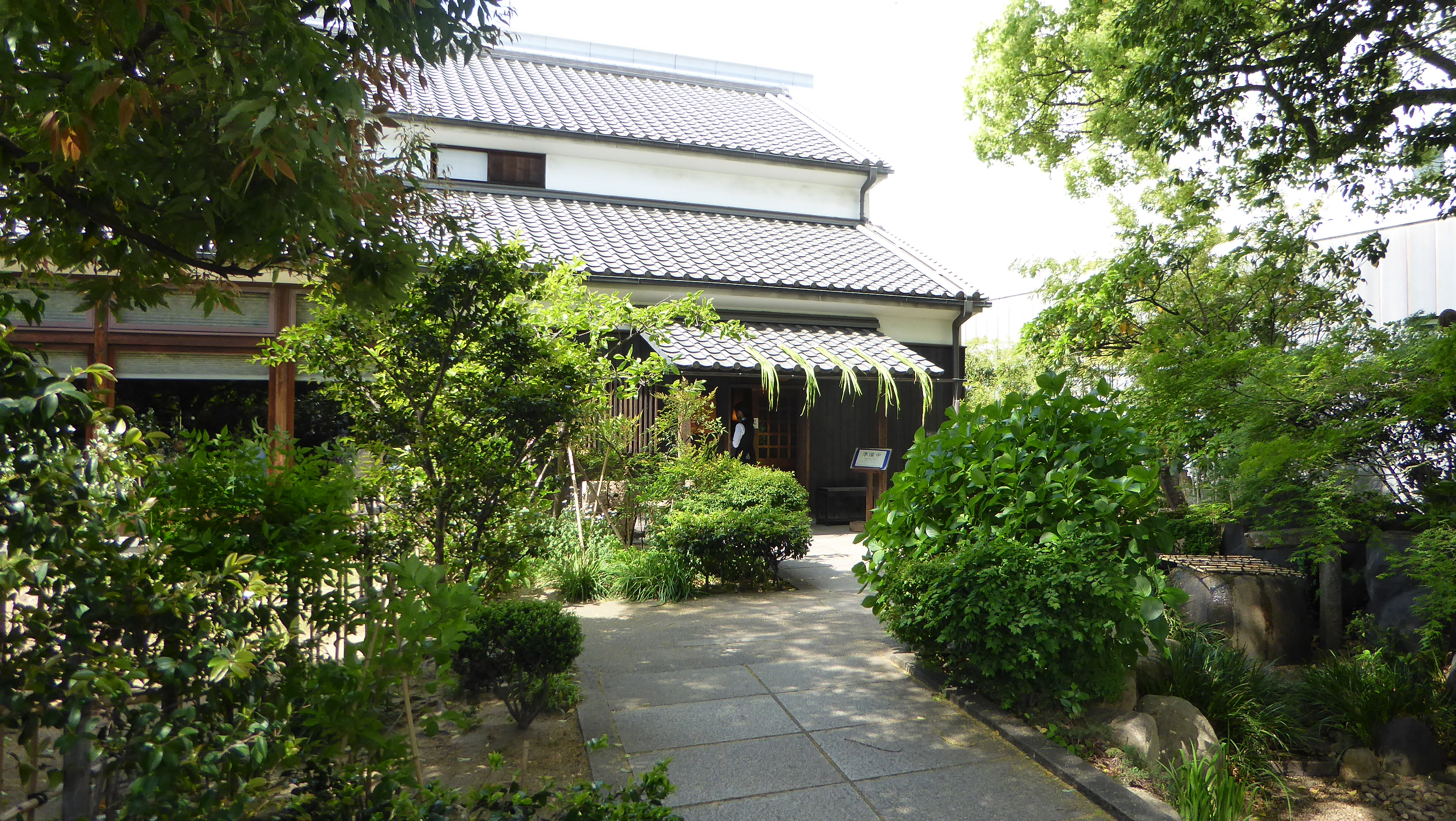
さかばやし入り口

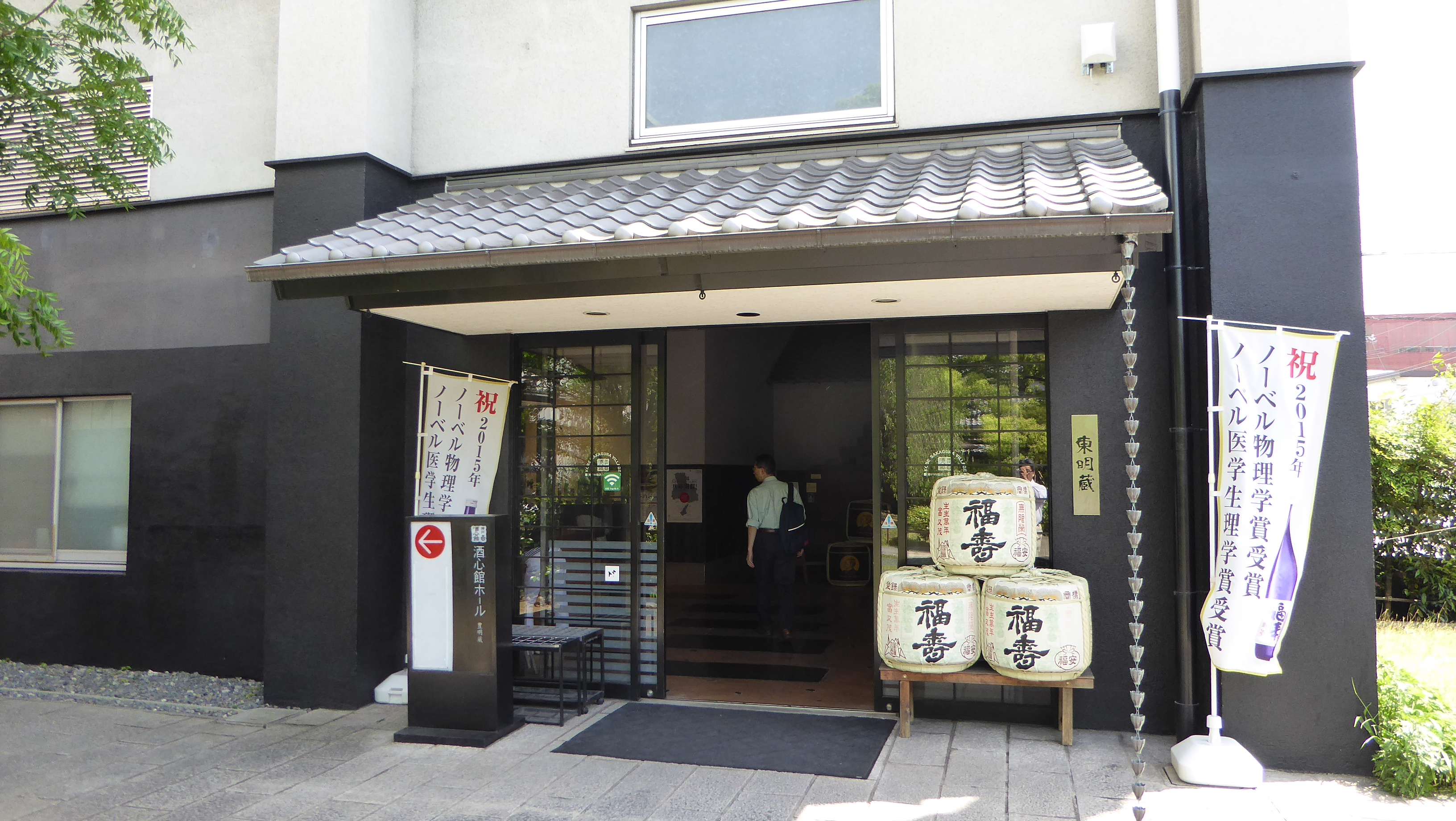
酒心館・東明蔵

1751年（宝暦元年）に現在地で清酒の醸造を始めた。 福壽酒造時代の1995年1月の阪神・淡路大震災で木造蔵が全壊してしまったが2年後の12月に豊澤酒造株式会社とともに株式会社神戸酒心館を設立。蔵元のほかに、「旬の酒と肴」をテーマにした蔵の料亭「さかばやし」、量り売りでの販売もおこなっている東明蔵、などがある。
ブランドである「福寿」は七福神の一人である福禄寿に由来する。
ノーベル賞を日本人が受賞した場合、晩餐会において福寿の純米吟醸酒『福寿 純米吟醸(青瓶モデル)』が出されている。これは、2008年、4人の日本人がノーベル賞を授与した時期からのことであり。。また、同時期にストックホルム大学の学生会館で行われる「ナイトキャップパーティ」という名の公式行事の交流会でも振舞われた。
2022年に酒造りで排出する二酸化炭素を実質ゼロにすると発表。同年10月にはこの方法で醸造した「福寿　純米酒　エコゼロ」を発売した。

## 利用情報
- 東明蔵

営業時間　10:00～18:00
- 蔵の料亭「さかばやし」

営業時間　11:00～14:30（14:00ラストオーダー）／17:00～22:00（21:00ラストオーダー）
定休日：大晦日、正月1、2、3日を除いて年中無休。

## 所在地・交通アクセス
- 神戸市東灘区御影塚町1-8-17
  - 阪神本線 石屋川駅 徒歩8分

## 受賞歴
全国新酒鑑評会
平成14酒造年 - 29酒造年
- 「福壽」金賞受賞 - 平成29年受賞